# 病児保育士
病児保育士とは病気や病後時の子どもの保育を専門に行う者の総称である。病児保育士という名称の国家資格は存在せず、あくまで病児保育を行っている者を指す。

## 病児保育士を行っている者
病児保育士は、医師、看護師、保育士だけでなく、病児保育専門の教育資格を取得した者や、子育て経験が豊富な者、ベビーシッターなどが行うことが主である。

## 病児保育に関する資格
- 認定病児保育スペシャリスト[3] - 日本病児保育協会
- 医療保育専門士[4] - 全国病児保育協議会
- 認定病児保育専門士[5] - 日本医療保育学会

## 病児保育士の就労
病児保育は大きく施設型と訪問型に分類される。
施設型とは、保護者（親）が病気の子どもを施設に連れて行き、病児保育施設にて預かるものである。施設型は民間の小規模な保育ルームのようなところから、病院内に設けられている病児保育の専門部門のようなところまでかなりの幅がある。保育者の就労形態は、保育園、医療機関に勤務することに近く、看護師、保育士などの資格を持つものが多い。施設型は最低限のスタッフ数、受け入れ可能人数などに規定がある。
訪問型とは、保育者が病気の子どものいる家庭に訪問し、家庭の中で病児のケアおよび保育を行うものである。 子どもにとっては普段と同じ環境で保育を受けられるため安心して過ごすことができ、病気の早期回復を促すことにもつながる。保育者にとっては、子どもと一対一で向き合い丁寧な保育を行えることが特長である。保育者の就労形態は、事業者に直接雇用され社員として訪問先に派遣されるかたちや、事業者に登録して訪問先と個別に契約を結ぶ登録派遣型、などがある。

## 各メディアの取り上げ
- テレビドラマ 
  - 37.5℃の涙（TBS、2015年）[6]

- 漫画
  - 37.5℃の涙（2014年、Cheese! - 小学館）[7]